# Андерсон, Тревор
Тре́вор А́ндерсон (англ. Trevor Anderson; 3 марта 1951, Белфаст) — североирландский футболист и футбольный тренер.

## Карьера игрока
Тревор Андерсон родился в Белфасте в 1951 году. Начал карьеру в североирландском клубе «Портадаун». В октябре 1972 года перешёл в английский «Манчестер Юнайтед». Он провёл в «Юнайтед» лишь 2 сезона, в течение которых провёл 19 матчей и забил 2 гола. В ноябре 1974 года перешёл в «Суиндон Таун». 5 ноября забил гол в своём дебютном матче за клуб против «Честерфилда». В сезоне 1975/76 стал лучшим бомбардиром клуба с 15 голами.
В декабре 1977 года перешёл в «Питерборо Юнайтед», где выступал до 1979 года, после чего вернулся в Северную Ирландию, где играл за «Линфилд» до 1987 года.
В сборной Северной Ирландии сыграл 22 матча и забил 4 мяча.

## Тренерская карьера
С 1992 по 1997 годы был главным тренером «Линфилда», выиграв в качестве тренера два чемпионских титула и два Кубка Северной Ирландии. Впоследствии был главным тренером клубов «Ардс» и «Дандолк».

## Достижения

### Командные достижения
Линфилд
- Чемпион Северной Ирландии (6): 1979/80, 1981/82, 1982/83, 1983/84, 1984/85, 1985/86
- Обладатель Кубка Северной Ирландии (2): 1980/81, 1981/82
- Обладатель Золотого кубка (4): 1979/80, 1981/82, 1983/84, 1984/85
- Обладатель Кубка Ольстера (2): 1979/80, 1984/85
- Обладатель Кубка графства Антрим (4): 1980/81, 1981/82, 1982/83, 1983/84
- Обладатель Кубка Тайлера: 1980/81

### Личные достижения
- Игрок года по версии североирландских журналистов: 1986